# Twa timoun
Pour plus de détails, voir Fiche technique et Distribution.
Twa timoun est un film belge, tourné en Haïti, écrit et réalisé par Jonas d'Adesky, sorti en 2012.

## Fiche technique
- Titre : Twa timoun
- Réalisation : Jonas d'Adesky
- Scénario : Jonas d'Adesky
- Assistant réalisateur : Steve Jean
- Mixage : Julien Mizac
- Son : Jeff Levillain
- Effets visuels : Boris Görtz
- Musique : Rafaël Leloup
- Production : Anthony Rey
- Société de production : Hélicotronc, Résonances Films
- Pays d'origine : Belgique
- Langue originale : créole
- Format : couleur
- Genre : Drame
- Durée : 81 minutes
- Dates de sortie : 
  - Belgique : 4 octobre 2012

## Distribution
- Jules Vitaleme : Vitaleme
- Sima Mickenson
- Pierre Jean Mary
- Dieuvela Innocent
- Kaniolise Inncocent
- Sheyla Maximilien

## Distinctions

### Récompenses
- 2013 : Meilleur film des Caraïbes par un réalisateur étranger au Film Festival de Trinidad et Tobago

### Nominations
- 2012 : sélectionné au Festival de Namur
- 2012 : sélectionné pour le Festival de Toronto
- 2013 : sélectionné à la Berlinale
- 2014 : Magritte du Premier film